# 挑戰者聯盟 (綜藝節目)
《挑戰者聯盟》是浙江衛視推出的一個檔職業體驗真人秀，节目中明星们以轻松娱乐的形式，齐心协力挑战各种职业任务，传递积极进取和温暖励志的正能量，向所有普通职业者致敬。

## 節目型式
節目從各行各業最真實的生活感觸中，提煉出職業情景和遊戲設定，讓藝人們徹底褪去“星光”，體驗最不可思議的角色。他們在完全陌生的環境中嘗試身份轉換。在猝不及防的職場任務面前，以最真實的反應來面對一切難題。

## 第一季
播出時間是從2015年9月12日開始，每周六晚20:20登陆浙江卫视，至第13集（2015年12月5日）播完

### 固定嘉賓
- 范冰冰
- 李晨
- 陳漢典
- 林更新
- 吳亦凡
- 大鵬

### 節目列表
| 集數 | 日期       | 挑戰職業      | 挑戰項目 | 分組情況 | 嘉賓                                                                    | 結果                                                                |
| 1    | 2015-09-12 | 出租車司機    | 聯盟成員經過筆試和路考考取“挑戰者聯盟”出租車公司駕照，挑戰出租車職業，六人在規定時間內賺足600元則勝利。 | 分組情況：團體戰 | 無                                                                      | 結果 失敗                                                           |
| 2    | 2015-09-17 | 運動員        | 聯盟成員經過六個體育訓練獲得能力卡，挑戰五人與孫悅和巴特爾打籃球賽，途中可以利用能力卡，獲得更高的比分則勝利。 | 分組情況：挑戰者聯盟隊 VS 傳奇戰隊(孫悅、巴特爾)                                                                         | 孫悅、巴特爾                                                            | 結果 成功                                                           |
| 3    | 2015-09-26 | 安保          | 聯盟成員分紅藍兩隊體驗安保職業，各自搶奪據點。在規定時間內搶奪據點最多的一組獲勝。 | 分組情況：分組對戰 紅隊：范冰冰、大鵬、陳漢典 藍隊：李晨、林更新、吳亦凡                                                 | 無                                                                      | 結果 紅隊獲勝                                                       |
| 4    | 2015-10-03 | 導遊          | 聯盟成員分三組前往不同的景點挑戰導遊行業。在擔任導遊的過程中挑戰各自的任務（每個任務代表bingo九宮格的一格），完成bingo遊戲即挑戰成功。                                                                                                   | 分組情況：團體戰 爨底下村：大鵬、李晨 古北水鎮：范冰冰、吳亦凡 龍慶峽：林更新、陳漢典                                    | 無                                                                      | 結果 成功                                                           |
| 5    | 2015-10-04 | 體重管理師    | 聯盟成員通過完成三輪減重遊戲來消耗卡路里以達成減重目標，每輪任務獲勝者獲得體重管理卡。20小時之後成功完成0.6kg減重者挑戰成功。 | 分組情況：個人戰 | 無                                                                      | 結果 范冰冰挑戰成功；其餘成員失敗                                   |
| 6    | 2015-10-10 | 魔術師        | 聯盟成員要進行速度、記憶力等有關魔術師資質的任務。任務完後，魔術師傅琰東要從中挑選最拖累聯盟、最沒有魔術師資質的成員進行“電鋸”懲罰。其他成員要通過最終任務才能營救此成員。                                                               | 分組情況：個人戰 | 傅琰東、亞亮                                                            | 結果 范冰冰挑戰成功；其餘成員失敗                                   |
| 7    | 2015-10-17 | 冬奧志願者    | 聯盟成員的任務是保護能夠引燃冬奧聖火的能量冰塊。成員通過完成與冬奧項目相關的遊戲獲得與能量冰塊相關的獎勵或懲罰。最終所有成員冰塊總重量超過22kg即挑戰成功；冰塊最重者成為冬奧最佳宣傳志願者。                                             | 分組情況：個人戰&團體戰                                                                                                  | 無                                                                      | 結果 成功                                                           |
| 8    | 2015-10-24 | 景區管理員    | 聯盟成員通過在主題景區內完成三項與遊樂設施相關的遊戲任務獲取與最終任務相關的能力卡。最終任務是分三組在景區內尋找和挑戰景區工作人員，獲取線索，從而找到景區大瀑布的零件，使大瀑布重新運轉。                                               | 分組情況：團體戰 | 無                                                                      | 結果 成功                                                           |
| 9    | 2015-10-31 | 動物醫生      | 聯盟成員挑戰多輪與動物醫生資質相關的任務，任務挑戰成功則可獲得一個動物勛章，每位成員獲得三個動物勛章即可挑戰最終任務。最終任務中，成員需要在百鳥園中尋找會算數的鳥，獲得注射器，完成為動物注射的任務。                                   | 分組情況：團體戰 | 無                                                                      | 結果 成功                                                           |
| 10   | 2015-11-07 | 設計師        | 聯盟成員首先進行設計師面試任務——為方便麵設計平面廣告。之後被迫穿越回古代體驗古代服飾的設計，成員們首先需要完成各種與古代服飾相關的挑戰以獲得服飾材料。最終成員們身著設計好的衣服進行走秀，獲得觀眾的熱烈掌聲即為挑戰成功，可穿越回現代。 | 分組情況：個人戰&團體戰                                                                                                  | 無                                                                      | 結果 成功                                                           |
| 11   | 2015-11-21 | 視頻製作人    | 聯盟成員首先進行道具師、燈光師、錄音師和導演相關的任務挑戰選出最終任務的導演人選以及與最終任務相關的能力卡。最後進行拍攝一鏡到底視頻的終極挑戰，在規定時間內完成任務即挑戰成功。                                                         | 分組情況：個人戰&團體戰                                                                                                  | 無                                                                      | 結果 成功                                                           |
| 12   | 2015-11-28 | 演唱會特輯·上 | 聯盟成員首先分成三組完成演唱會籌備任務，從而獲得邀請演唱會嘉賓的資格，完成任務最快的一組獲得交通工具交換卡。之後，成員們進行交通工具挑選任務以獲得相應交通工具，並駕駛相應交通工具來迎接嘉賓。                                           | 分組情況：個人戰&團體戰 李晨、范冰冰：為工作人員準備盒飯 吳亦凡、大鵬：發放演唱會門票 陳漢典、林更新：完成演唱會海報拼圖 | 無                                                                      | 結果 無                                                             |
| 13   | 2015-12-05 | 演唱會特輯·下 | 聯盟成員首先進行熱身足球比賽獲取相關能力卡；之後進行找歌名任務，成功找到歌名的隊伍可贏得演唱相應曲目資格，未找到者失去演唱資格。最後，聯盟成員與嘉賓合作完成了一場盛大的演唱會。                                                         | 分組情況：個人戰&團體戰 林志穎與范冰冰；吳亦凡與張柏芝；李晨與張傑； 陳漢典與汪東城；林更新與吳莫愁；大鵬與柳岩          | 林志穎、張柏芝、張傑、吳莫愁、汪東城、柳岩 （特約嘉賓：黃貫中、葉世榮） | 結果 成功（林更新組找歌名任務失敗，失去演唱資格，擔任演唱會主持人） |

## 第二季
2016年6月4日開始，每周六20:30-22:00時段播出。

### 固定嘉賓
- 范冰冰
- 李晨
- 陳學冬
- 薛之謙
- 謝依霖
- 陳漢典飾演挑戰者聯盟老闆，負責發佈任務

### 節目列表
| 集數 | 日期       | 挑戰職業       | 挑戰項目 | 分組情況 | 嘉賓                                                  | 結果                                   |
| 1    | 2016-06-04 | 酒店服務員     | 本期節目挑盟家族接受了來自VVIP酒店經理張涵予發出的求助，變身“酒店服務生”，不僅遭遇了一系列難搞的客人，更遇到了考驗智商的破案難題。                                                                               | 分組情況：團體戰 註：張涵予飾演VVIP酒店經理，不參與任務挑戰 陳漢典飾演挑戰者聯盟老闆，負責發佈任務           | 夏雨、張涵予                                          | 結果 成功                              |
| 2    | 2016-06-11 | 快遞           | 本期節目挑盟家族將換上物流工作者的紅色戰袍，調查神秘貨車遇襲事件！與第一期的燒腦懸疑不同，成員們即將上演一出吸睛動作大片。                                                                                       | 分組情況：團體戰                                                                                             | 林更新、張亮、李菲兒                                  | 結果 成功                              |
| 3    | 2016-06-18 | 圖書管理員     | 本期節目挑盟家族接受了來自圖書館的求助信號，紛紛變身圖書管理員。面對童話故事中公主們的離奇失蹤，挑盟成員將上演一場驚心動魄的圖書館奇妙記。                                                                       | 分組情況：團體戰                                                                                             | 宋小寶、王心凌（代替谢依霖）                          | 結果 成功                              |
| 4    | 2016-06-25 | 釀酒師         | 本期節目來到酒香四溢的紅酒酒莊，為了實現吳亦凡跨越時空的夢想，挑盟家族紛紛化身釀酒師，在飛行嘉賓艾倫的助力下，出發尋找魔力紅酒“時間水滴”的釀造材料！                                                             | 分組情況：團體戰                                                                                             | 艾倫 註：吳亦凡僅視頻                                 | 結果 成功                              |
| 5    | 2016-07-02 | 校園學生時代   | 吳亦凡喝下“時間水滴”重返青春後，卻遺失了能回到現實的“時間沙漏”。面對吳亦凡的求助，挑盟家族將集體化身學生重返校園，幫助吳亦凡回到現代！                                                                           | 分組情況：團體戰 註：本期陳漢典也回到學生時代飾演所有科目老師                                                | 吳亦凡、李沁 特別客串：蜜蜂少女隊                     | 結果 成功 臥底:謝依霖、幫兇:李沁       |
| 6    | 2016-07-09 | 替身演員       | 為了救出被反派組織劫走的功夫巨星們，挑盟家族集體化身武打替身，重現電影技能，與神秘組織“梅門”一決高下！ | 分組情況：挑戰者聯盟VS梅門 挑戰者聯盟：范冰冰、李晨、陳學冬、薛之謙、謝依霖 梅門：安志杰、向佐、張藍心、王智 | 安志杰、向佐、張藍心、王智                            | 結果 成功                              |
| 7    | 2016-07-16 | 海洋王國管理員 | 本期來到了海洋王國，為了幫企鵝國王找回丟失的企鵝蛋，挑盟家族紛紛成為動物馴養員，和海洋動物們親密互動，取得線索，開啟一場尋蛋之旅！                                                                               | 分組情況：團體戰                                                                                             | 霍思燕、張藍心、王智                                  | 結果 成功                              |
| 8    | 2016-07-23 | 考古學家       | 本期挑盟家族一起化身考古學家，尋找被丟失的珍貴瓷磚。百年建築、黑暗密道、神秘洞穴，挑盟家族跟隨線索四處輾轉，是否能得到文物遺失背後的驚人真相？                                                                   | 分組情況：團體戰                                                                                             | 喬杉                                                  | 結果 成功 臥底:喬杉                    |
| 9    | 2016-07-30 | 雜誌社記者     | 挑盟家族化身雜誌記者青島一日遊，兵分兩路為觀眾實時報導獨家遊記，而網友的點贊數將直接決定比賽勝負！元老成員吳亦凡攜飛行嘉賓宋小寶、李小鵬一同加入採風大戰，當美食誘惑對上運動活力，不知哪一組的採訪會更“得民心”？ | 分組情況：分組對戰 美食隊：范冰冰、李晨、陳學冬、薛之謙 運動隊：宋小寶、謝依霖、李小鵬、吳亦凡               | 李小鵬、吳亦凡、宋小寶                                | 結果 美食隊獲勝                        |
| 10   | 2016-08-06 | 案件現場分析師 | 挑盟家族集體穿越回到舊上海變身案件現場分析師，破解上世紀的未解懸案，解救消失的舞女，捆綁、解密、搜尋線索……迷霧重重，而當他們突破各種難關，正要回到現代時，卻發生了病毒傳染危機，最後如何又化解呢？               | 分組情況：團體戰                                                                                             | 田亮                                                  | 結果 成功 臥底:范冰冰、薛之謙          |
| 11   | 2016-08-13 | 廚師           | 本期挑盟家族挑戰料理對決，可怕的味蕾試煉、緊張的食材選購，搖滾廚師準備就緒，灶上功夫的激烈比拚一觸即發！ | 分組情況：分組對戰 藍隊：安賢珉、范冰冰、陳學冬、謝依霖 紅隊；黃研、李晨、薛之謙、于莎莎、譚松韻             | 廚師：安賢珉、黃研 嘉賓：于莎莎、譚松韻               | 結果 廚藝對決：平局 終極對決：藍隊獲勝 |
| 12   | 2016-08-20 | 音樂製作人     | 收官之戰到來！彩排時梅門卻將樂譜偷走了！挑盟家族能否在開場前把音符找回來，並順利進行演唱會呢！？ | 分組情況：團體戰                                                                                             | 華晨宇、張碧晨 特別嘉賓：張信哲、韓庚、楊宗緯、李宇春 | 結果 成功落幕                          |

## 第三季
2017年7月1日開始，每周六22:00時段播出。

### 固定嘉賓
- 范冰冰
- 陈学冬
- 马苏
- 欧弟
- 曾舜晞
- 彭小苒

### 節目列表
| 集數 | 日期       | 嘉賓                                                                                                | 分組/角色 |
| 1    | 2017-07-01 | 沈凌、秦嵐、白凱南、魏晨                                                                            | 大哥：歐弟 老二：沈凌 三姐：马苏 四姐：秦嵐 老五：白凱南 老六：魏晨 老七：陈学冬 八妹：彭小苒 老么：曾舜晞                                                                      |
| 2    | 2017-07-08 | 嚴屹寬、譚松韻、張鈞甯 主持人：羅小剛                                                               | |
| 3    | 2017-07-15 | 鄭元暢、魏晨                                                                                        | |
| 4    | 2017-07-22 | 秦嵐、沈凌、白凱南、婁藝瀟、魏晨                                                                    | 白娘子傳奇： 秦嵐（白娘子）、陈学冬（小青）、沈凌（許仙） 倩女幽魂： 欧弟（聶小倩）、曾舜晞（寧采臣）、婁藝瀟（燕赤霞） 牛郎織女： 彭小苒（牛郎）、白凱南（老牛）、魏晨（織女） |
| 5    | 2017-07-29 | 韓庚、張杰、謝依霖、董力、魏晨                                                                      | 山東公司： 老板：范冰冰 員工：張杰、謝依霖 中國台灣公司： 老板：欧弟 員工：董力、魏晨 東北公司： 老板：韓庚 員工：马苏、彭小苒                                                  |
| 6    | 2017-08-05 | 喬杉、謝依霖、喬欣 服裝設計師：卜柯文、張帥、蘭玉                                                   | 卜柯文組：范冰冰、喬杉、謝依霖 張帥組： 马苏、陈学冬、曾舜晞 蘭玉組： 欧弟、喬欣、彭小苒                                                                                        |
| 7    | 2017-08-12 | 嚴屹寬、譚松韻、張鈞甯                                                                              | 一班：范冰冰、曾舜晞、張鈞甯 二班：馬蘇、彭小苒、嚴屹寬 三班：陳學冬、歐弟、譚松韻                                                                                              |
| 8    | 2017-08-19 | 張杰、謝依霖                                                                                        | 冰淇淋組合（白隊）：范冰冰、謝依霖 馬棚組合（粉隊）：馬蘇、彭小苒 凍結組合（綠隊）：陳學冬、張杰 歐晞組合（黃隊）：歐弟、曾舜晞                                                 |
| 9    | 2017-08-26 | 謝依霖、歐弟、韓庚、董力                                                                            | 石隊：馬蘇、曾舜晞、謝依霖、歐弟（布隊卧底） 剪隊：范冰冰、陳學冬、韓庚、董力、謝依霖（石隊卧底） 布隊：彭小苒、歐弟                                                            |
| 10   | 2017-09-02 | 鄭元暢、魏晨、喬杉、蔣夢婕 管家：井浩宇 老爺：王玉多 小姐／太后：劉曉媛 丫環：舒涵 劉老板：Swin劉也 | 臥底：馬蘇 感染特工：曾舜晞、陳學冬、鄭元暢、魏晨 特工：彭小苒、喬杉、歐弟、蔣夢婕                                                                                              |
| 11   | 2017-09-09 | 林鵬、高雲翔、董力、包文婧、謝依霖                                                                  | |
| 12   | 2017-09-16 | 馬松、Varsity-V、華晨宇、張杰、謝依霖、容祖兒、騰格尔、金志文 主持人：陳歡                          | 青春隊：范冰冰、陈学冬、欧弟 助陣嘉賓：金志文、張杰、容祖兒 挑戰隊：曾舜晞、彭小苒、马苏 助陣嘉賓：華晨宇、謝依霖、尚雯婕                                                       |

## 外部連結
- 挑戰者聯盟的新浪微博

## 電視節目的變遷
| 中国 浙江卫视 每週六22:00                                                                                  | 中国 浙江卫视 每週六22:00                               | 中国 浙江卫视 每週六22:00                                |
| --- | ------------------------------------------------------- | -------------------------------------------------------- |
| | 挑戰者聯盟（第一季） （2015年9月12日 - 2015年12月5日）  |                                                          |
| — | 西游奇遇记                                              |                                                          |
| 每週六22:00                                                                                                |                                                         |                                                          |
| — | 挑戰者聯盟（第二季） （2016年6月4日 - 2016年8月20日）   | —                                                        |
| 每週六22:00                                                                                                |                                                         |                                                          |
| 天生是优我 （2017年4月1日 - 2017年6月24日）                                                                | 挑戰者聯盟（第三季） （2017年7月1日 - 2017年 月 日）    | —                                                        |
| 马来西亚 Astro全佳HD 星期日 22:00-23:30                                                                    |                                                         |                                                          |
| — | 挑戰者聯盟（第一季） （2015年10月25日 - 2016年1月17日） | 12道鋒味（第二季） （2016年1月24日 - 2016年4月10日）     |
| 新加坡 佳乐台 星期六 19:00-20:30                                                                           |                                                         |                                                          |
| 壹Walker(19:00-20:00) (2015年10月24日-2016年1月16日) 谁来晚餐7(20:00-21:00) (2015年10月24日-2016年1月16日) | 挑戰者聯盟（第一季） （2016年1月23日 - 2016年4月16日）  | 奔跑吧兄弟（第3及4季） （2016年4月23日 - 2016年10月1日） |
| 香港 無綫網絡電視綜藝台 星期日 07:30-09:00、11:30-13:00、15:30-17:00、19:30-21:00及23:30-01:00             |                                                         |                                                          |
| 極速前進（第二季） （2015年12月6日 - 2016年2月7日）                                                        | 挑戰者聯盟（第一季） （2016年2月14日 - 2016年5月8日）   | 一路上有你（第二季） （2016年5月15日 - 2016年7月31日）   |
| 臺灣 緯來戲劇台 每週六、日 17:00 - 18:30                                                                   |                                                         |                                                          |
| — | 挑戰者聯盟 （2017年4月1日 - 2017年 月 日）              | —                                                        |